# Islam na Słowacji
Islam na Słowacji – niewielka wspólnota religijna wyznania muzułmańskiego, działająca na Słowacji. Według spisu z 2010 liczebność społeczności muzułmańskiej na terytorium Słowacji oszacowano na 10 600 osób, co stanowiło 0.2% całej populacji tego państwa. 

## Historia
Początki obecności wyznawców islamu na terenie dzisiejszej Słowacji sięgają XVII w., kiedy to jej część południowa (rejon Novohradu) była okupowana przez Turków osmańskich. Po klęsce w bitwie pod Wiedniem i upadku tureckiego wasala Imre Thökölyego oddziały tureckie opuściły to terytorium. W XVIII w. w Bratysławie żyło 300 rodzin muzułmańskich.
Muzułmanie, którzy obecnie mieszkają na terytorium Słowacji, są głównie emigrantami z Jugosławii (Boszniacy i Albańczycy), a także robotnikami sezonowymi z Turcji. Większość tej społeczności mieszka w Bratysławie, mniejsze społeczności także w Koszycach i Martinie. W latach 90. około 150 Słowaków przeszło na islam.

## Sytuacja społeczności muzułmańskiej na Słowacji
Słowacja jest jedynym krajem Unii Europejskiej, w którym nie ma meczetu. Wyznawcy islamu zbierają się na modły w domach prywatnych. Najbardziej aktywną organizacją skupiającą słowackich muzułmanów jest Islamská nadácia na Slovensku, którą kieruje pochodzący z Syrii Mohamad Safwan Hasna. W 2000 burmistrz Bratysławy Andrej Ďurkovský sprzeciwił się próbom utworzenia ośrodka kultury islamskiej w tym mieście. W 2015, w czasie kryzysu imigracyjnego, Słowacja zgodziła się przyjąć 200 uchodźców wyznania chrześcijańskiego, ale odmówiła przyjęcia uchodźców muzułmańskich, motywując to brakiem miejsc modlitwy, co utrudniłoby integrację uchodźców ze społeczeństwem słowackim.